# Tiago Palacios
Tiago Palacios (Gregorio de Laferrere, Argentina; 28 de marzo de 2001) es un futbolista argentino nacionalizado uruguayo que juega como extremo en Estudiantes de La Plata de la Primera División de Argentina.

## Trayectoria

### Inicios
Palacios se formó en River Plate. En 2017 quedó libre de la institución y se unió a Platense.

### Platense
Su debut con el plantel profesional de Platense fue el 6 de marzo de 2020, enfrentando a Alvarado en la derrota 2 a 0 por la fecha 20 del Torneo de Primera Nacional 2019-20, demostrando desde el principio su calidad en el campo.
El 1 de febrero de 2021, Palacios logró junto con Platense el ascenso a la Primera División Argentina al derrotar en la final a Estudiantes de Río Cuarto.
Su primer gol con Platense llegó el 6 de marzo de 2021, anotando en la derrota 3 a 1 frente a Godoy Cruz por la Copa de la Liga Profesional 2021.
Durante su estadía en Platense, Palacios jugó 27 partidos y convirtió un gol.

### Montevideo City Torque
Posteriormente, Palacios dio el salto al fútbol uruguayo al unirse al Montevideo City Torque. El City Group adquirió el 70 % del futbolista a cambio de 380.000 dólares. Platense se queda con el 30 % restante.
Hizo su debut con el club el 5 de febrero de 2022, enfrentando a Cerro Largo en el empate 1 a 1 por la primera fecha del Torneo Apertura de Uruguay 2022. Desde entonces, ha demostrado ser una pieza fundamental en el centro del campo del equipo.
El 7 de mayo de 2022 quedará marcado como el día en que Palacios anotó sus primeros goles con el "ciudadano", contribuyendo al empate 2 a 2 frente a Cerrito por la fecha 11 del Torneo Apertura.

### Estudiantes de La Plata
A comienzos de febrero de 2024, Estudiantes de La Plata adquiere el 100% de la ficha por un valor de 2.700.000 dólares, quedándole un porcentaje de una futura venta tanto al City Group como a Platense. Palacios firmó un contrato por 3 años con su nuevo club. Debutó el 13 de febrero de 2024 en el empate 1 a 1 con San Lorenzo en el Nuevo Gasómetro.
El 3 de marzo de 2024 convierte su primer gol con Estudiantes en la victoria 2 a 1 sobre Godoy Cruz en condición de visitante. El 6 de abril consigue su primer doblete, en la victoria 5 a 0 sobre Central Córdoba (SdE).
El 5 de mayo de 2024 integra el equipo titular que obtuvo la Copa de la Liga Profesional 2024.
El 21 de diciembre de 2024 integra el equipo titular que obtuvo el Trofeo de Campeones de la Liga Profesional 2024, en el triunfo de Estudiantes de La Plata ante Vélez Sarsfield por 3-0 en el Estadio Único Madre de Ciudades de Santiago del Estero.

## Selección nacional

### Selección de Uruguay sub-23
El 10 de diciembre de 2023 fue incluido en la lista de jugadores citados por Marcelo Bielsa para iniciar la preparación de la selección de Uruguay sub-23 de cara al Torneo Preolímpico Sudamericano Sub-23 de 2024 a jugarse en Venezuela, que otorga dos cupos para los Juegos Olímpicos de París 2024.

## Estadísticas

### Clubes
Actualizado hasta su último partido disputado el 13 de agosto de 2025.
| Club                              | Div.          | Temporada     | Liga  | Liga  | Liga   | Copas nacionales | Copas nacionales | Copas nacionales | Copas internacionales | Copas internacionales | Copas internacionales | Total | Total | Total  |
| Club                              | Div.          | Temporada     | Part. | Goles | Asist. | Part.            | Goles            | Asist.           | Part.                 | Goles                 | Asist.                | Part. | Goles | Asist. |
| --------------------------------- | ------------- | ------------- | ----- | ----- | ------ | ---------------- | ---------------- | ---------------- | --------------------- | --------------------- | --------------------- | ----- | ----- | ------ |
| Platense Argentina                | 2.ª           | 2019-20       | 2     | 0     | 0      | 1                | 0                | 0                | —                     | —                     | —                     | 3     | 0     | 0      |
| Platense Argentina                | 2.ª           | 2020          | 10    | 0     | 0      | —                | —                | —                | —                     | —                     | —                     | 10    | 0     | 0      |
| Platense Argentina                | 1.ª           | 2021          | 3     | 0     | 0      | 11               | 1                | 0                | —                     | —                     | —                     | 14    | 1     | 0      |
| Platense Argentina                | Total club    | Total club    | 15    | 0     | 0      | 12               | 1                | 0                | 0                     | 0                     | 0                     | 27    | 1     | 0      |
| Montevideo City Torque · Uruguay  | 1.ª           | 2022          | 33    | 6     | 5      | 1                | 1                | 2                | 1                     | 0                     | 0                     | 35    | 7     | 7      |
| Montevideo City Torque · Uruguay  | 1.ª           | 2023          | 35    | 9     | 4      | —                | —                | —                | —                     | —                     | —                     | 35    | 9     | 4      |
| Montevideo City Torque · Uruguay  | Total club    | Total club    | 68    | 15    | 9      | 1                | 1                | 2                | 1                     | 0                     | 0                     | 70    | 16    | 11     |
| Estudiantes de La Plata Argentina | 1.ª           | 2024          | 24    | 3     | 3      | 15               | 4                | 3                | 4                     | 0                     | 2                     | 43    | 7     | 8      |
| Estudiantes de La Plata Argentina | 1.ª           | 2025          | 20    | 3     | 2      | 2                | 0                | 1                | 7                     | 3                     | 1                     | 29    | 6     | 4      |
| Estudiantes de La Plata Argentina | Total club    | Total club    | 44    | 6     | 5      | 17               | 4                | 4                | 11                    | 3                     | 3                     | 72    | 13    | 12     |
| Total carrera                     | Total carrera | Total carrera | 127   | 21    | 14     | 30               | 6                | 6                | 12                    | 3                     | 3                     | 169   | 30    | 23     |
| 1. 2. 3.                          |               |               |       |       |        |                  |                  |                  |                       |                       |                       |       |       |        |

### Selecciones nacionales
Actualizado hasta su último partido disputado el 2 de febrero de 2024.
| Selección        | Año             | Amistosos | Amistosos | Amistosos | Eliminatorias | Eliminatorias | Eliminatorias | Continental | Continental | Continental | Mundial | Mundial | Mundial | Total | Total | Total  |
| Selección        | Año             | Part.     | Goles     | Asist.    | Part.         | Goles         | Asist.        | Part.       | Goles       | Asist.      | Part.   | Goles   | Asist.  | Part. | Goles | Asist. |
| ---------------- | --------------- | --------- | --------- | --------- | ------------- | ------------- | ------------- | ----------- | ----------- | ----------- | ------- | ------- | ------- | ----- | ----- | ------ |
| Sub-23 · Uruguay | 2024            | 1         | 0         | 0         | ―             | ―             | ―             | 4           | 0           | 0           | ―       | ―       | ―       | 5     | 0     | 0      |
| Sub-23 · Uruguay | Total           | 1         | 0         | 0         | 0             | 0             | 0             | 4           | 0           | 0           | 0       | 0       | 0       | 5     | 0     | 0      |
| Total selección  | Total selección | 1         | 0         | 0         | 0             | 0             | 0             | 4           | 0           | 0           | 0       | 0       | 0       | 5     | 0     | 0      |
| 1.               |                 |           |           |           |               |               |               |             |             |             |         |         |         |       |       |        |

## Palmarés

### Campeonatos nacionales
| Título              | Club                    | País      | Año  |
| ------------------- | ----------------------- | --------- | ---- |
| Copa de la Liga     | Estudiantes de La Plata | Argentina | 2024 |
| Trofeo de Campeones | Estudiantes de La Plata | Argentina | 2024 |

### Otros logros
| Logro                      | Club     | País      | Año  |
| -------------------------- | -------- | --------- | ---- |
| Ascenso a Primera División | Platense | Argentina | 2020 |

## Redes sociales
- Instagram

- Datos: Q105641783